# Ramon de Nicolau i de Folch
Ramon de Nicolau i de Folch (Reus, 28 d'abril de 1782 - Reus, 2 de maig de 1811) va ser un cavaller i comerciant català.
Era fill de Francesc de Nicolau i de Miró i germà d'Antoni de Nicolau i de Folch. El seu avi, Ramon de Nicolau i Ferrer, ciutadà honrat de Barcelona, havia emparentat amb la família dels Miró, de la petita noblesa reusenca i propietaris del Palau Miró. El 1803 es va casar amb Josepa de Bofarull i Morell, filla de Josep de Bofarull i Miquel, un comerciant, també de família noble. El mateix dia del matrimoni, els Nicolau van fer donació al marit dels seus béns, i els Bofarull van donar a l'esposa 12.000 lliures catalanes. Ramon de Nicolau va mantenir el patrimoni heretat del pare que va explotar a partir d'arrendaments i mitgeries, però va vendre alguna casa de la seva propietat a Reus. Va morir molt jove, amb 29 anys, i seguint la seva voluntat, va ser enterrat a Vinyols, on era propietari de Cal Nicolau, una finca agrària molt productiva.
Contràriament al marit, Josepa de Bofarull no va poder conservar l'herència dels Nicolau. Per poder pagar les llegítimes dels cunyats i per afrontar diverses necessitats familiars, es va veure obligada a demanar préstecs i a vendre part del patrimoni. Ramon de Nicolau i Josepa de Bofarull van tenir cinc fills. L'hereu va ser Francesc de Nicolau i de Bofarull, que va néixer el 1805.